# Autódromo Guadalajara
El Autódromo Guadalajara fue un circuito de carreras en el Estado de Jalisco, ubicado al sur de la ciudad de Guadalajara, cerca del Aeropuerto Internacional de Guadalajara.
En el autódromo se realizaban regularmente carreras de "arrancones" en la recta principal del circuito y ocasionalmente carreras del campeonato nacional "SuperCopa" y el campeonato regional  "super turismos tapatíos" .
En diciembre del 2023 se anunció su cierre definitivo debido a problemas económicos imposibilitando la continuidad del trazo.